# Haferflugbrand
Der Haferflugbrand (Ustilago avenae) ist ein hochspezialisierter parasitischer Brandpilz, der Saathafer, Glatthafer und verwandte Arten befällt und an ihm die gleichnamige Krankheit auslöst. Die befallenen Pflanzen bilden anstatt von Früchten eine schwarze Sporenmasse, welche durch den Wind verbreitet wird.

## Merkmale
Die Sori befinden sich in den Ährchen, die Fruchtknoten werden meist komplett zerstört. Selten kommt er auch auf den Blättern vor.
Die Sporenmasse ist pulverig und dunkel grünlich-braun. Die kugeligen Sporen sind blass grünlich-braun, wobei sie auf einer Seite heller sind. Sie sind kurzstachelig und 5 bis 8 µm groß.
Reinkulturen können auf Kartoffel-Dextrose-Agar gezüchtet werden.

## Artabgrenzung
Die stacheligen Sporen unterscheiden den Haferflugbrand von anderen Brandpilzen wie Ustilago hordei, der glatte Sporen besitzt.

## Entwicklungszyklus
Ustilago avenae, eine Art der Unterabteilung Ustilagomycotina ist ein Haplo-Dikaryont, d. h., der Vegetationskörper ist haploid und während der Fruchtkörperentwicklung gibt es einige dikaryotische Stadien.
Die haploiden Basidiosporen werden an den Basidien gebildet, fallen ab und können sich durch Sprossung hefeartig vermehren. Auf diese Weise kann der Pilz für kurze Zeit saprotroph überleben.
Wenn sich zwei dieser haploiden Sporen treffen, kommt es zur Somatogamie, wobei es zwei Kreuzungstypen (+ und -) gibt. Nach dieser Somatogamie entstehen dikaryotische Hyphen, welche den Wirt infizieren können. Hier gibt es zwei verschiedene Möglichkeiten:
1. Im Frühjahr werden die zarten Gewebe von Jungpflanzen gleich nach dem Auskeimen infiziert. Dies geschieht durch überwinternde Brandsporen. Kurz vor der Blütezeit des Hafers entsteht so im Frühsommer eine Ansammlung von Brandsporenlagern.[3]
2. Im Frühsommer werden die Fruchtknoten von bereits blühenden Haferpflanzen infiziert. Das hat für den Pilz den Vorteil, dass er sich symptomlos als endotrophes Myzel im Samen festsetzen und so den Winter überdauern kann. Schließlich keimen im Frühjahr die myzelhaltigen Samen zu Pflanzen aus, die sich äußerlich zunächst normal entwickeln, bis der Blütenstand auch bei dieser Art der Infektion im Frühsommer wieder zu einer Ansammlung von Brandsporenlagern umgewandelt wird.

Die Brandsporen werden meistens interkalar aus dikaryotischen Hyphenzellen gebildet. Danach degenerieren die Hyphenzellen und die Sporen werden frei. Es kommt zur Karyogamie und gleich danach keimt die Basidiospore unter Meiose mit einer Phragmobasidie (septiert) aus, die aus vier Zellen besteht, welche wieder Basidiosporen hervorbringen.

## Wirte
Der Haferflugbrand wächst auf Arten der Gattungen Arrhenatherum, Avena und Hordeum, ferner auf Wiesen-Goldhafer.
Der Haferflugbrand kommt weltweit in einer Vielzahl an Rassen und Varietäten vor.

## Bekämpfung
Zur Bekämpfung des Haferflugbrandes wurden mehrere resistente Hafersorten gezüchtet. Bei anfälligen Sorten empfiehlt sich ein frühes Aussäen im Frühling, die Keimung infizierter Samen bei 7 °C hat reduzierte Krankheitsinzidenz.
Früher wurde eine Saatgutbeizung mit systemischen Fungiziden wie Vitavax (Carboxin) und Quecksilberbeizen wie Ceresan L & M, Chipcote (Methylquecksilbercyanid) oder Panogen Metox (2-Methoxyethylquecksilberacetat) durchgeführt. Heutzutage wird mit Mischungen aus Fludioxonil, Fluoxastrobin und Triazolen wie Difenoconazol, Tebuconazol oder Prothioconazol gebeizt. Eine Heißwasserbehandlung wird nur bei einer Infektionsrate von über 2 % empfohlen.